# Малоріченська сільська рада
Малорі́ченська сільська́ ра́да — адміністративно-територіальна одиниця та орган місцевого самоврядування у складі Ялтинського району Автономної Республіки Крим. Адміністративний центр — село Малоріченське.

## Загальні відомості
- Населення ради: 3 725 осіб (станом на 2001 рік)

## Населені пункти
Сільській раді підпорядковані населені пункти:
- с. Малоріченське
- с. Генеральське
- с. Рибаче
- с. Сонячногірське

## Склад ради
Рада складалася з 20 депутатів та голови.
- Голова ради: Трачук Сергій Вікторович

### Керівний склад попередніх скликань
| Прізвище, ім'я, по батькові | Основні відомості                                                                       | Дата обрання | Дата звільнення |
| --------------------------- | --------------------------------------------------------------------------------------- | ------------ | --------------- |
| Костромцов Ігор Миколайович | Сільський голова, 1966 року народження, безпартійний                                    | 26.03.2006   | 31.10.2010      |
| Трачук Сергій Вікторович    | Сільський голова, 1965 року народження, освіта середня спеціальна, член Партії регіонів | 31.10.2010   |                 |

Примітка: таблиця складена за даними сайту Верховної Ради України

### Депутати
За результатами місцевих виборів 2010 року депутатами ради стали:

#### За суб'єктами висування
| Суб'єкт висування           | Кількість обраних депутатів | %  |
| --------------------------- | --------------------------- | -- |
| Самовисування               | 10                          | 50 |
| Партія регіонів             | 7                           | 35 |
| Комуністична партія України | 3                           | 15 |

#### За округами
| № округу                    | Прізвище, ім'я, по батькові      | Дата визнання обраним | Освіта             | Партійна приналежність                  | Відомості про обраного депутата                            |
| --------------------------- | -------------------------------- | --------------------- | ------------------ | --------------------------------------- | ---------------------------------------------------------- |
| Комуністична партія України |                                  |                       |                    |                                         |                                                            |
| 2                           | Унанян Армен Роландович          | 31.10.2010            | вища               | член Комуністичної партії України       | загальноосвітня школа с. Рибаче, вчитель                   |
| 3                           | Бєлоіванова Тетяна Станіславівна | 31.10.2010            | середня спеціальна | член Комуністичної партії України       | тимчасово не працює                                        |
| 12                          | Соколовський Ігор Григорович     | 31.10.2010            | середня            | член Комуністичної партії України       | швидка допомога, с. Малоріченське, водій                   |
| Партія регіонів             |                                  |                       |                    |                                         |                                                            |
| 4                           | Бондарчук Галина Дмитрівна       | 31.10.2010            | вища               | член Партії регіонів                    | БО «Кулон», директор                                       |
| 5                           | Єловський Володимир Васильович   | 31.10.2010            | середня спеціальна | член Партії регіонів                    | тимчасово не працює                                        |
| 6                           | Баранов Сергій Вікторович        | 31.10.2010            | вища               | член Політичної партії «Союз Лівих Сил» | приватний підприємець                                      |
| 9                           | Виприцький Олексій Борисович     | 31.10.2010            | вища               | член Партії регіонів                    | приватний підприємець                                      |
| 11                          | Білоус Миколай Вікторович        | 31.10.2010            | вища               | член Партії регіонів                    | туркомплекс «Арго», директор                               |
| 13                          | Златковський Вячеслав Вікторович | 31.10.2010            | вища               | член Партії регіонів                    | Алуштинська загальноосвітня школа № 2, псіхолог            |
| 20                          | Трунін Антон Володимирович       | 03.11.2010            | вища               | член Партії регіонів                    | ДП"Малоріченське", головний бухгалтер                      |
| Самовисування               |                                  |                       |                    |                                         |                                                            |
| 1                           | Хадралієв Мурат Ередженович      | 31.10.2010            | середня            | позапартійний                           | приватний підприємець                                      |
| 7                           | Лисенко Михайло Олександрович    | 05.03.2013            | вища               | член Партії регіонів                    | КП «Малоріченське», директор                               |
| 8                           | Тучин Микита Петрович            | 31.10.2010            | вища               | позапартійний                           | м. Алушта СБУ АР Крим, старший оперуповноважений           |
| 10                          | Рамазанов Усеін Енверович        | 31.10.2010            | вища               | позапартійний                           | приватний підприємець                                      |
| 14                          | Воєводін Павло Іванович          | 31.10.2010            | вища               | позапартійний                           | пенсіонер                                                  |
| 15                          | Чернов Олександр В'ячеславович   | 31.10.2010            | вища               | позапартійний                           | Державна податкова інспекція м. Ялта, заступник начальника |
| 16                          | Гвардієв Алім Наріманович        | 31.10.2010            | середня            | позапартійний                           | приватний підприємець                                      |
| 17                          | Алфьоров Василь Васильович       | 05.03.2013            | вища               | член Партії регіонів                    | Виконком Малоріченської сільської ради, юрисконсульт       |
| 18                          | Усеїнов Усеїн Аблялімович        | 31.10.2010            | середня спеціальна | позапартійний                           | тимчасово не працює                                        |
| 19                          | Ібраїмов Наріман Вадимович       | 31.10.2010            | вища               | позапартійний                           | приватний підприємець                                      |